# Петровка (Приморский район)
Петровка (укр. Петрівка) — село,
Мануйловский сельский совет,
Приморский район,
Запорожская область,
Украина.
Код КОАТУУ — 2324883403. Население по переписи 2001 года составляло 799 человек.

## Географическое положение
Село Петровка находится на берегу реки Корсак в месте впадения в неё реки Шовкай,
выше по течению на расстоянии в 2 км расположено село Мануйловка,
ниже по течению на расстоянии в 2 км расположено село Николаевка (Приазовский район).

## История
- 1861 год — дата основания.

## Экономика
- «Петровское», ООО.

## Объекты социальной сферы
- Школа.
- Детский сад.
- ФАП.